# Jabuticaba-sabará
A jabuticaba-sabará ou jabuticaba-murta (Myrciaria jaboticaba (Vell.) O. Berg) é uma árvore frutífera brasileira nativa da Mata Atlântica.
É a espécie de jabuticabeira mais cultivada no Brasil. Não se conhece sua origem, foi descrita em 1827 a partir de plantas cultivadas.

## Características
- Árvore semidecídua com até 9 m de altura, tem tronco nodoso pardo-escuro.

- As folhas finas chegam até 4 cm de comprimento.

- As flores formam fascículos sobre o tronco e ramos, e se formam na primavera e verão.

- Os frutos pequenos têm casca fina e amadurecem em outubro-novembro.

## Ocorrência
No Brasil, nos estados de Minas Gerais, São Paulo e Rio de Janeiro e Tocantins.

## Formas cultivadas
- jabuticaba-sabarazinha: folhas e frutos muito pequenos, pode ser usada em bonsais
- jabuticaba-cascuda: casca mais grossa, mas sabor também doce; pouco cultivada
- jabuticaba-pingo-de-mel: sabor que lembra o jambo
- jabuticaba-rajada: frutos negros com pintas e veios verde-dourados
- jabuticaba-sabará: folhagem jovem avermelhada, muito doce, de casca fina, a forma mais cultivada

## Usos
Os frutos são consumidos "in natura" secos e extratos. Na culinária seus usos são variado muito conhecida principalmente em pratos doces, 
geléias, molhos, Pão, bolos, sobremesas, extratos, vinho licose vinagre e , ólos essencl. s.